# Bona (cantante)
Bona (보나?, 苞娜?, PonaMR), pseudonimo di Kim Ji-yeon (김지연?, 金知姸?, Gim Ji-yeonLR, Kim ChiyŏnMR; Daegu, 19 agosto 1995), è una cantante e attrice sudcoreana.
Ha esordito nel 2016 come membro del girl group Cosmic Girls, entrando nel mondo della recitazione l'anno successivo con la serie televisiva Choego-ui hanbang. Nel 2018 ha ottenuto il suo primo ruolo da protagonista nel teen drama Lingerie sonyeosidae, mentre il riconoscimento come attrice è giunto nel 2022 con la parte di una campionessa di scherma in Venticinque e ventuno.

## Discografia
- 2022 – With (con Choi Hyun-wook, Kim Tae-ri, Lee Joo-myung e Nam Joo-hyuk per la colonna sonora di Venticinque e ventuno)

## Filmografia
- Choego-ui hanbang – serie TV (2017)
- Lingerie sonyeosidae – serie TV (2017)
- Radio Romance – serie TV, episodio 3 (2018) – cameo
- Dangsin-ui house helper – serie TV (2018)
- Jungle-ui beopchik – programma TV, 5 puntate (2018)
- O! Samgwang Villa! (오! 삼광빌라!?) – serie TV (2020-2021)
- Venticinque e ventuno (스물다섯 스물하나?, Seumuldaseot seumulhanaLR) – serie TV (2022)
- Joseon byeonhosa – serie TV (2023)
- Il gioco della piramide (피라미드 게임?, Piramideu ge-imLR) – serie TV (2024)

## Riconoscimenti
- Asia Artist Award
  - 2022 – Miglior performance attoriale per Venticinque e ventuno[6]
- Brand of the Year Award[7]
  - 2021 – Idol attrice dell'anno
- KBS Drama Award[8]
  - 2020 – Miglior nuova attrice per O! Samgwang villa!
- Korea Culture and Entertainment Award[9]
  - 2022 – Premio all'eccellenza (attrici) per Venticinque e ventuno
- Korea Drama Award[10]
  - 2022 – Miglior nuova attrice per Venticinque e ventuno